# Марс (Московская область)
Марс — деревня в Рузском районе Московской области, входящая в состав сельского поселения Старорузское. До 2006 года Марс входил в состав Старорузского сельского округа.

## География
Деревня расположена в юго-восточной части района, на правом берегу Москва-реки, примерно в 16 км к юго-востоку от Рузы, высота центра деревни над уровнем моря 170 м. Ближайшие населённые пункты — Кожино в 0,5 км на запад, Марково— на противоположном берегу реки, Тучково в 1 км восточнее. Через деревню проходит региональная автодорога 46К-1152 Звенигород — Колюбакино — Нестерово.

## Население
| 2002 | 2006 | 2010 |
| ---- | ---- | ---- |
| 94   | ↘73  | ↘39  |